# NGC 5050
NGC 5050 este o galaxie lenticulară situată în constelația Fecioara. A fost descoperită în 30 aprilie 1864 de către Albert Marth.